# Nicolaus I
För andra betydelser, se Nikolaus I.
Nicolaus I, född cirka 820 i Rom, död 13 november 867, var påve från den 24 april 858 till sin död, 13 november 867. Helgon i katolska kyrkan, med festdag 13 november.

## Biografi
Nicolaus tillhörde en framstående släkt, och var son till en Theodore. Han fick en utmärkt utbildning. Redan uppmärksammad för sin fromhet, inträdde han i unga år i kyrkans tjänst, vigdes till subdiakon av Sergius II, och diakon av Leo IV. Efter Benedictus III:s död kom kejsar Ludvig II till Rom för att påverka utgången vid påvevalet. Nicolaus utsågs den 24 april, och konsekrerades och kröntes samma dag i Peterskyrkan i närvaro av kejsaren.
Kristenheten i västra Europa befann sig under denna tid i förfall. Karl den stores imperium hade rasat i stycken, de kristna territorierna hotades från norr och öster, och kristendomen verkade befinna sig på randen till upplösning. Den kristna etiken hade övergivits: många biskopar var världsliga och levde världsliga liv. Nicolaus sattes fram som den som skulle rädda det romerska primatet över kyrkan, samt verka för att återupprätta den kristna etiken och den kanoniska rätten mot de biskopar som hade mest makt i hela kyrkan.
Ärkebiskop Johannes av Ravenna förtryckte befolkningen i Kyrkostaten, behandlade sina underlydande biskopar med våldsamheter, ställde orättvisa krav på dem för pengars skull, och lät fängsla präster olagligen. Dessutom förfalskade han dokument för att göra anspråk mot Heliga stolen och behandlade påvens diplomater illa. Han vägrade tre gånger att infinna sig till påvens tribunal, och därefter exkommunicerade Nicolaus honom. Då infann Johannes sig i Rom, och med anledning av detta höll påven en synod hösten 860. Ärkebiskopen flydde då Rom, varför påven själv begav sig till Ravenna. Efter att kejsaren inblandats, gav ärkebiskopen först efter för påven, men sedan ingick han en pakt med ärkebiskoparna i Trier och Köln, exkommunicerades än en gång, och tvingades än en gång göra avbön inför påven.
En annan konflikt uppstod mellan påven och ärkebiskop Hinkmar av Reims; denna gång gällde det de påvliga prerogativen. Biskop Rothad av Soissons hade vädjat till påven efter att han blivit avsatt vid synoden i Soissons 861. Hinkmar motsatte sig då påvens rätt att blanda sig i, men med tiden fick han ge efter för påvens rätt att döma i causæ majores. Ytterligare en dispyt utbröt mellan Hinkmar och påven om utnämningen av prästen Wulfad till ärkebiskop av Bourges, men även denna gång fick Hinkmar böja sig för påvens edikt.
Nicolaus visade samma iver när det gällde den kanoniska rätten, i synnerhet äktenskapslagarna. Ingiltrud, hustru till greve Boso, lämnade sin make för en förälskelse, och fick veta att hon skulle bli exkommunicerad av alla biskopar i Karl den skalliges land om hon inte återvände till maken. Hon bannlystes 860. Nicolaus hamnade också i strid med Lothar II av Lothringen angående äktenskapets okränkbarhet. Lothar hade förskjutit sin hustru Theutberga så att han skulle kunna gifta sig med Waldrada. Vid en synod i Aachen, den 28 april 862, godkände biskoparna i Lorraine detta förfarande. Mutade av kungen erkändes synodbeslutet av påvens legater vid en synod i Metz i juni 863, och Theutberga bannlystes in absentia. Påven tog därefter upp saken i sin egen domstol. Han fördömde biskoparna av Trier och Köln, liksom Johannes av Ravenna och biskop Hagno av Bergamo. Lothar tågade då till Rom och belägrade staden, och påven tvingades gömma sig i Peterskyrkan i två dygn, utan mat. Krisen löstes av kejsar Ludvig II, men Nicolaus lyckades aldrig förmå Lothar att ta tillbaka sin hustru. Ett annat äktenskap som påven blandade sig i var mellan Karl den skalliges dotter Judith och greve Balduin av Flandern, vilka hade gift sig utan godkännande av brudens far. Hinkmar av Reims fördömde Judith, men Nicolaus försvarade rätten att ingå äktenskap frivilligt.
Vad beträffar kejsaren av Bysantinska riket och patriarken av Konstantinopel ingrep Nicolaus även där. Patriark Ignatius hade utifrån den kanoniska rättens perspektiv avsatts på ett olagligt sätt, och lika olagligt hade Fotios tillsatts. Nicolaus krävde därför att biskoparna i öst inte skulle erkänna Fotios, som senare exkommunicerades i Rom. 
Nicolaus sanktionerade mission i Bremen och Hamburg, och gav biskop Ansgar av Bremen i uppdrag att vara apostolisk legat till danskarna, svenskarna och slaverna. Bulgarien hade konverterats av grekiska missionärer, och deras furste Boris sände en ambassad till påven med 106 frågor om kyrkans doktrin och regler. Nicolaus besvarade dessa frågor i det dokument som har kommit att kallas Responsa Nicolai ad consulta Bulgarorum. Boris beslutade emellertid att ansluta sig till de östliga kyrkorna.
I Rom utsmyckades flera kyrkor av Nicolaus, och många restaurerades. Till sin egen person var han en asket, och lyftes fram som ett föredöme av sina samtida. En fråga som berör denne påve som är mycket omdebatterad, gäller huruvida han använde sig av Pseudo-Isidorus förfalskningar.